# Редемптористы
Редемптори́сты (официальное название Конгрегация Святейшего Искупителя, лат. Congregatio Sanctissimi Redemptoris, C.Ss.R или CSsR) — католическая мужская монашеская конгрегация. Основана святым Альфонсом де Лигуори в 1732 году для проповеди Благой Вести самым бедным и отверженным людям.

## История
Конгрегация была основана святым Альфонсом де Лигуори в 1732 году. Альфонсо де Лигуори проповедовал Благую весть среди наиболее обездоленных слоёв населения Неаполя и окрестностей, вновь созданная конгрегация была призвана помочь в осуществлении этой деятельности. Конституция и Устав редемптористов были утверждены папой Бенедиктом XIV 25 февраля 1749 года.
В конце XVIII—XIX веках деятельность конгрегации распространилась за пределы Италии. Во второй половине XIX века- первой половине XX века редепмтористы начали миссионерскую работу в Азии, Америке, Африке и Австралии. В этот период конгрегация быстро росла: если в 1852 году редемптористы насчитывали 343 монашествующих и 45 общин, то в 1910 году уже 2085 монашествующих в 218 общинах, а в 1959 году число редемптористов достигло 8900.
В 1865 году Папа Пий IX передал редемптористам чудотворную икону Божьей Матери Неустанной Помощи. По преданию, при этом папа Пий IX сказал: «Сделайте так, чтобы эту икону знали во всём мире». С этого времени почитание этой иконы распространилось повсеместно. Сейчас в мире насчитывается несколько сотен церквей и санктуариев, посвящённых Божьей Матери Неустанной Помощи.
В 1949 году в Риме редемптористами была основана Академия «Альфонсиана» (Accademia Alfonsiana), Высший институт моральной теологии. С 1960 года «Альфонсиана» стала специализированным подразделением по моральному богословию теологического факультета Папского Латеранского университета.
По данным на 2015 год в мире насчитывалось 5121 редемптористов (из них 3946 священников), которые служат в 712 приходах 77 стран мира.

## Герб и девиз конгрегации
В официальных документах Конгрегации Святейшего Искупителя (Правилах 1749 года, Конституции 1764 года, Конституции и Статутах 1982 года) нигде не говорится о «гербе» Конгрегации; там говорится только о «печати», однако именно она всегда использовалась в качестве герба Конгрегации. Статья 6 Статута Конгрегации описывает печать так: «Печать Конгрегации состоит из креста с копьём и губкой, стоящих на трёх холмах; по обеим сторонам креста — аббревиатуры имён Иисуса и Марии; над крестом — глаз, испускающий лучи; надо всем — корона. Вокруг герба — девиз: „Mногое у Него избавление“ (ср. Пс. 129:7)».
Хотя официальные исторические документы конгрегации не описывают почему именно такой вариант печати был ею принят, многие биографы полагают, что эта печать была основана на необыкновенном явлении, произошедшем в Скала, во время тридиума (трёх днях молитвы) после основания конгрегации 9 ноября 1732 года. Свидетели (священники, монахини и верные) описывали, что во время выставления Пресвятых Даров они неоднократно видели в Св. Причастии крест на трёх холмах и орудия Страстей Христовых. Св. Альфонсо де Лигуори с соратниками также видел это. Окончательный вариант герба с девизом «Многое у Него избавление» (Copiosa apud Eum redemptio) утвердился к 1747 году, о чём свидетельствуют акты Генерального Капитула Конгрегации, состоявшегося в тот год в Чёрани.

## Главы конгрегации
- Альфонсо де Лигуори / Alfonso de' Liguori (1743—1787)
- Андреа Виллани / Andrea Villani (1787—1792)
- Франсишко де Паола / Francisco De Paola (1780—1793)
- Пьетро Блазуччи / Pietro Blasucci (1793—1817)
- Никола Мансионе / Nicola Mansione (1817—1823)
- Целестино Кокле / Celestino Cocle (1824—1831)
- Джанкамилло Риполи / Giancamillo Ripoli (1832—1850)
- Винценцо Трапанезе / Vincenzo Trapanese (1850—1853)
- Джузеппе Лорди / Guiseppe Lordi (1854)
- Целестино Беррути / Celestino Berruti (1854—1869)
- Николас Маурон / Nicolas Mauron (1855—1893)
- Маттаис Раус / Matthais Raus (1894—1909)
- Пэтрик Мюррей / Patrick Murray (1909—1947)
- Леонардус Байс / Leonardus Buys (1947—1953)
- Уильям Годро / William Gaudreau (1954—1967)
- Тарцизио Амарай / Tarcisio Amarai (1967—1973)
- Джозеф Пфаб / Josef Pfab (1973—1985)
- Хуан Мануэль Лассо / Juan Manuel Lasso (1985—1997)
- Джозеф Уильям Тобин / Joseph William Tobin (1997—2009)
- Майкл Брель / Michael Brehl (2009-)

## Редемптористы в России
Первым, и пока единственным в истории, русским редемптористом был Владимир Сергеевич Печерин (1807—1885). Печерин — поэт, филолог, владевший восемнадцатью языками, профессор Московского университета, которого позже назовут первым русским диссидентом, самым последовательным западником и возможным прототипом лермонтовского Печорина из «Героя нашего времени», вступил в конгрегацию после эмиграции из России, в Брюсселе, в 1840 году. Позже редемптористы направили его работать сначала в Лондон, а затем в Дублин, где он стал одним из основателей Дублинской провинции конгрегации. В Ирландии, в то время находившейся под властью протестантского Соединённого королевства, Печерин получил большую известность как борец за права католиков. Его проповеди пользовались огромным успехом. Но его активная борьба за социальную справедливость не раз вызывала недовольство орденского начальства, что в конце концов привело к его уходу из конгрегации, в 1862 году.
В России редемптористы впервые появились в 1908 году, когда трое польских миссионеров посетили ряд крупных городов Сибири для проведения реколлекций (духовных упражнений) в местных католических приходах. Большинство верующих в приходах были потомками поляков, высланных в Сибирь после восстаний в Польше. На следующий год редемптористы провели подобную миссию в нескольких приходах на Кавказе. В 2008 г., в ознаменование 100-летнего юбилея первой миссии, редемптористы, работающие в России, провели новую миссию в шести сибирских католических приходах.
В ходе ликвидации Украинской грекокатолической церкви в середине 1940-х годов многие редемптористы из Западной Украины вместе с другими священниками и верующими были сосланы в трудовые лагеря Сибири. Среди них были епископы Николай Чарнецкий и Василий Величковский, а также о. Иван Зятык, беатифицированные Папой Иоанном Павлом II в 2001 году.
В 1958 году появилась первая постоянная община редемптористов в России. Тогда в город Прокопьевск Кемеровской области приехал с Украины греко-католический иеромонах Василий Рутка, выпускник Лувенского католического университета в Бельгии, который, устроившись на работу гардеробщиком в шахтёрской поликлинике, начал подпольное священническое служение среди ссыльных украинцев-шахтёров, а также ссыльных немцев, принадлежавших к латинскому обряду. В конце 1970-х годов на помощь о. Василию приехал с Украины семинарист Ярослав Сподар, которому также пришлось устроиться на работу, на завод, а позже- на шахту, чтобы избежать внимания властей. В 1981 году редемптористы смогли купить частный дом, в котором одну из комнат они переоборудовали в часовню. Теперь верующие могли собираться на богослужения не в частных домах, как ранее, а в этой часовне. Но в официальной регистрации общины им было отказано. В 1983 году Ярослав Сподар был рукоположён во Львове. С этого времени он смог в полной мере стать опорой о. Василия (к этому времени уже очень больного и передвигавшегося в инвалидной коляске), совершая литургию и преподавая таинства. В 1990 году перестройка дала священникам возможность выполнять свою пастырскую деятельность открыто, но уже на следующий год о. Василий Рутка окончил свою земную жизнь. Он был похоронен во Львове, рядом с могилой епископа Николая Чарнецкого, который в Бельгии рукоположил отца Василия в сан священника. В 1995 году редемптористы в Прокопьевске построили новую приходскую церковь, которая была освящена в августе 1995 года. На это торжество в Прокопьевск прибыл из Рима генеральный настоятель (генерал) Конгрегации Святейшего Искупителя о. Хуан Лассо.
В результате его визита было принято решение создать на Кузбассе международную общину редемптористов, которая взяла бы на себя пастырскую деятельность по всей Кемеровской области. Для этого в 1996 году в Кузбасс приехал о. Энтони Бранаган, ирландский редемпторист, более тридцати лет проработавший в Бразилии, и его молодой польский собрат, о. Дариуш Лысаковский. Они основали новую общину конгрегации в Кемерове. Со временем католики, жившие на Кузбассе, узнали о существовании приходов в Кемерове и Прокопьевске, и католические приходы вскоре появились в Юрге, Таштаголе, Анжеро-Судженске и в других городах и посёлках области, где проживали потомки ссыльных поляков и немцев. О.Дариуш стал настоятелем прихода в Юрге, одновременно епископ назначил его ответственным за пастырскую работу с молодёжью Апостольской Администратуры. 19 января 2001 года о. Дариуш и Татьяна Мусохранова — прихожанка, которая помогала священникам проводить катехизацию в приходах области, погибли в автокатастрофе по дороге из Кемерова в Юргу, где о. Дариуш должен был служить мессу. На смену о. Дариушу спустя несколько месяцев приехали ещё два польских редемпториста, которые продолжили его служение. В сентябре 2009 года в Кемерово состоялось освящение новой приходской церкви и монастыря отцов-редемптористов.
В 1993 году община редемптористов начала действовать в Оренбурге. Здание местной католической церкви возвратили приходу, отреставрировали в 1997 году, в день 150-й годовщины первого освящения, состоялось её повторное освящение. С 1995 года в Оренбурге, под руководством редемптористов, работает филиал Московского колледжа католической теологии св. Фомы Аквинского, позже преобразованного в «Курсы католической теологии им. св. Клеменса Хофбауэра», где студенты имеют редкую в России возможность поближе познакомиться с историей католической церкви, с разными философскими и богословскими дисциплинами и таким образом ещё более укрепить и обосновать свою веру.
В 1998 году появилась община редемптористов в Орске (Оренбургская область), а спустя несколько лет в городе также построили и освятили новую приходскую церковь.
В данный момент, редемптористы в России и Казахстане объединены в единый регион, который относится к Варшавской провинции конгрегации. Регион получил имя Св. Герарда. Руководителем региона был избран о. Дариуш Пашински, работающий в Оренбурге. Сейчас в этом регионе служат 16 монахов конгрегации из Польши и Ирландии: четверо в Оренбурге, по трое в Кемерове и в Петропавловске (Казахстан), и по двое в Орске, Тольятти и в городе Пионерский Калининградской области. Трое редемптористов, работающих в Прокопьевске, принадлежат к византийскому обряду и поэтому община в Прокопьевске выделена в отдельную миссию, не принадлежащую к региону Св. Герарда, а относящуюся к греко-католической Львовской провинции редемптористов.

## Известные редемптористы
- Св. Альфонсо де Лигуори (1696—1787), учитель Церкви, покровитель теологов, исповедников и моралистов
- Св. Жерардо Маелла (1726—1755), покровитель детей, матерей и беременных женщин
- Св. Клеменс Мария Хофбауэр (1751—1820), покровитель Вены и Варшавы
- Св. Иоанн Непомук Нойманн (1811—1860), миссионер, американский епископ
- Блаж. Петер Дондерс (1807—1887), миссионер
- Блаж. Франциск Ксаверий Зеелос (1819—1867), миссионер
- Блаж. Каспер Штанггассингер (1871—1899), священник
- Блаж. Доминик Трчка (1886—1959), мученик
- Блаж. Николай Чарнецкий (1884—1959), епископ и исповедник
- Блаж. Василий Величковский (1903—1973), епископ и мученик
- Блаж. Зиновий Ковалик (1903—1941), мученик
- Блаж. Иван Зятык (1899—1952), мученик
- Владимир Печерин (1807—1885), единственный русский редемпторист

## Из Конституции редемптористов
Крепкие в вере, преисполненные радостной надеждой, горящие любовью, исполненные рвения, сознающие собственную слабость, стойкие в молитве, редемптористы, как мужи апостольские и истинные ученики св. Альфонса, радостно следуя за Христом Спасителем, приобщены к Его тайне и проповедуют её евангельской простотой жизни и речей, а также самоотречением и готовностью приняться за любой труд, дабы нести людям Многое Избавление.